# Tour de Picardie
Tour de Picardie – wieloetapowy wyścig kolarski rozgrywany w północnej Francji w regionie Pikardii, co roku w maju. Od 2005 roku należy do cyklu UCI Europe Tour i ma kategorię 2.1.
Wyścig odbył się po raz pierwszy w roku 1936 i organizowany jest co rok, z przerwą w latach 1940–1949 oraz 1997. Rekordzistami pod względem zwycięstw w klasyfikacji generalnej jest czterech kolarzy: Belg Willy Teirlinck, Francuz Gilbert Duclos-Lassalle, Holender Jelle Nijdam oraz Duńczyk Michael Sandstød – po dwa triumfy.
Od 1936 do 1999 roku wyścig startował pod nazwą Tour de l’Oise et de la Somme, a w roku 2000 Tour de l’Oise et de Picardie. Od 2011 pod obecną nazwą.

## Lista zwycięzców
| Rok  | Pierwsze                | Drugie                  | Trzecie                      |
| ---- | ----------------------- | ----------------------- | ---------------------------- |
| 1936 | Marcel Blanchon         | Robert Renoncé          | Bernard Masson               |
| 1937 | Gaston Grimbert         | Auguste Mallet          | Max Harmand                  |
| 1938 | Lucien Le Guével        | Jean Goujon             | Fabien Galateau              |
| 1939 | André Desmoulins        | Aloïs Delchambre        | Robert Godard                |
| 1950 | Simon Hyz               | Raymond Haegel          | Jean Mage                    |
| 1951 | Pierre Lagrange         | Maurice Monier          | Serge Kreher                 |
| 1952 | Raymond Komor           | Gilbert Loof            | Pierre Pardoën               |
| 1953 | Alfred Tonello          | Gilbert Loof            | Roger Bertaz                 |
| 1954 | Jean Bellay             | Max Lefebvre            | Pierre Gaudot Gilbert Bauvin |
| 1955 | Lucien Gillen           | Marcel Ernzer           | Willy Kemp                   |
| 1956 | Louis Caput             | Roger Chupin            | Maurice Baele                |
| 1957 | Jean Stablinski         | André Dupré             | Maurice Moucheraud           |
| 1958 | Joseph Thomin           | Louis Kosec             | Jean Bellay                  |
| 1959 | Joseph Wasko            | Jean-Claude Grèt        | Klaus Bugdahl                |
| 1960 | Jo de Haan              | Bernard Viot            | Julien Schepens              |
| 1961 | Jaume Alomar Florit     | Joseph Wasko            | Dieter Puschel               |
| 1962 | André Bar               | Horst Oldenburg         | Joseph Thomin                |
| 1963 | Klaus Bugdahl           | Seamus Elliott          | Anatole Novak                |
| 1964 | Winfried Bölke          | Ferdinand Bracke        | Jean-Pierre Van Haverbeke    |
| 1965 | Seamus Elliott          | Christian Raymond       | Daniel Salmon                |
| 1966 | Hubert Niel             | Jean-Claude Lefebvre    | Barry Hoban                  |
| 1967 | Peter Glemser           | Guy Ignolin             | José Samyn                   |
| 1968 | Walter Boucquet         | Barry Hoban             | Leopold Van den Neste        |
| 1969 | José Samyn              | Willy Planckaert        | Bernard Guyot                |
| 1970 | Frans Verbeeck          | Léo Duyndam             | Davide Boifava               |
| 1971 | André Dierickx          | Barry Hoban             | Roland Berland               |
| 1972 | Cyrille Guimard         | José Catieau            | Alain Santy                  |
| 1973 | Alain Santy             | Michel Périn            | Daniel Rébillard             |
| 1974 | Robert Mintkiewicz      | Jean-Jacques Fussien    | Maurice Dury                 |
| 1975 | Dietrich Thurau         | Gerrie Knetemann        | Willy Teirlinck              |
| 1976 | Emiel Gysemans          | Régis Delépine          | Jean Chassang                |
| 1977 | Willy Teirlinck         | Willem Peeters          | Emiel Gysemans               |
| 1978 | Willy Teirlinck         | Jacques Bossis          | Dominique Sanders            |
| 1979 | Bernard Hinault         | Yvon Bertin             | Jean Chassang                |
| 1980 | Patrick Bonnet          | Jean-René Bernaudeau    | Jean-François Pescheux       |
| 1981 | Jean-Luc Vandenbroucke  | Patrick Bonnet          | Marc Madiot                  |
| 1982 | Gilbert Duclos-Lassalle | Jean-Luc Vandenbroucke  | Etienne De Wilde             |
| 1983 | Pascal Jules            | Gilbert Duclos-Lassalle | Etienne De Wilde             |
| 1984 | Allan Peiper            | Stephen Roche           | Nico Emonds                  |
| 1985 | Jozef Lieckens          | Francis Castaing        | Pascal Jules                 |
| 1986 | Gilbert Duclos-Lassalle | Michel Vermote          | Eric McKenzie                |
| 1987 | Jelle Nijdam            | Jos Lammertink          | Steve Bauer                  |
| 1988 | Steve Bauer             | Jürg Bruggmann          | Jan Goessens                 |
| 1989 | Andreas Kappes          | Jelle Nijdam            | Mathieu Hermans              |
| 1990 | Hendrik Redant          | Ralph Moorman           | Eddy Schurer                 |
| 1991 | Wilfried Nelissen       | Thierry Marie           | Francis Moreau               |
| 1992 | Thierry Marie           | Luc Leblanc             | Miguel Indurain              |
| 1993 | Frédéric Moncassin      | Eddy Seigneur           | Edwig Van Hooydonck          |
| 1994 | Miguel Indurain         | Eddy Seigneur           | Emmanuel Magnien             |
| 1995 | Jelle Nijdam            | Chris Boardman          | Jacky Durand                 |
| 1996 | Philippe Gaumont        | Laurent Desbiens        | Chris Boardman               |
| 1998 | Aleksandr Winokurow     | Lauri Aus               | Frédéric Gabriel             |
| 1999 | Jaan Kirsipuu           | Marc Streel             | Marco Milesi                 |
| 2000 | Michael Sandstød        | Martin Rittsel          | Jørgen Bo Petersen           |
| 2001 | Olivier Asmaker         | Arvis Piziks            | Linas Balčiūnas              |
| 2002 | Michael Sandstød        | Jacky Durand            | Olivier Asmaker              |
| 2003 | David Millar            | Juan Carlos Domínguez   | Bradley McGee                |
| 2004 | Tom Boonen              | Jimmy Casper            | Stefan van Dijk              |
| 2005 | Janek Tombak            | Ludovic Auger           | Mychajło Chaliłow            |
| 2006 | Jimmy Casper            | Cédric Hervé            | Jimmy Engoulvent             |
| 2007 | Robert Hunter           | Janek Tombak            | Alessandro Proni             |
| 2008 | Sébastien Chavanel      | Jean-Eudes Demaret      | Martin Elmiger               |
| 2009 | Lieuwe Westra           | Romain Feillu           | Jimmy Casper                 |
| 2010 | Ben Swift               | Koldo Fernández         | Allan Davis                  |
| 2011 | Romain Feillu           | Kenny Dehaes            | Filippo Pozzato              |
| 2012 | John Degenkolb          | Kenny van Hummel        | Leonardo Duque               |
| 2013 | Marcel Kittel           | Bryan Coquard           | Kenny van Hummel             |
| 2014 | Arnaud Démare           | Ramon Sinkeldam         | Bryan Coquard                |
| 2015 | Kris Boeckmans          | Andrea Guardini         | Evaldas Šiškevicius          |
| 2016 | Nacer Bouhanni          | Sondre Holst Enger      | Kenny Dehaes                 |